# Goldene Himbeere 2013
Die Goldene Himbeere 2013 (englisch 33rd Golden Raspberry Awards) „ehrte“ die schlechtesten Leistungen des Filmjahres 2012. Anders als im letzten Jahr, als die Preisverleihung am 1. April 2012 stattfand, wurde zur bisherigen Tradition zurückgekehrt und die Preisträger bekamen ihre Razzies am Vorabend der Oscarverleihung, dem 23. Februar 2013, im Magicopolis-Theater im kalifornischen Santa Monica.
Die Nominierungen wurden am 8. Januar 2013 bekanntgegeben. Die Nominierten der schlechtesten Neuverfilmungen oder Fortsetzungen wurden von der breiten Öffentlichkeit über die Kritikerseite Rotten Tomatoes ausgewählt.
Mit elf Nominierungen erhielt der Fantasyfilm Breaking Dawn – Biss zum Ende der Nacht, Teil 2 in allen zehn Kategorien die meisten Nennungen, von denen er sieben Razzies gewinnen konnte. Die Filmkomödie Der Chaos-Dad wurde in acht Kategorien nominiert und gewann zwei. Der Science-Fiction-Film Battleship wurde in sieben Kategorien nominiert, von denen er eine gewann. Die Komödie Madea’s Witness Protection erhielt fünf Nominierungen, ohne eine zu gewinnen.

## Preisträger und Nominierte
Es folgt die komplette Liste der Preisträger und Nominierten.
| Kategorien                                  | Preisträger und Nominierte |
| ------------------------------------------- | --- |
| Schlechtester Film                          | Breaking Dawn – Biss zum Ende der Nacht, Teil 2 (Summit Entertainment)                                                                            |
| Schlechtester Film                          | Battleship (Universal) |
| Schlechtester Film                          | Der Chaos-Dad (Columbia) |
| Schlechtester Film                          | Noch tausend Worte (Paramount/DreamWorks) |
| Schlechtester Film                          | The Oogieloves in the Big Balloon Adventure (Kenn Viselman)                                                                                       |
| Schlechtester Schauspieler                  | Adam Sandler in Der Chaos-Dad |
| Schlechtester Schauspieler                  | Eddie Murphy in Noch tausend Worte |
| Schlechtester Schauspieler                  | Nicolas Cage in Ghost Rider: Spirit of Vengeance und Pakt der Rache                                                                               |
| Schlechtester Schauspieler                  | Robert Pattinson in Breaking Dawn – Biss zum Ende der Nacht, Teil 2                                                                               |
| Schlechtester Schauspieler                  | Tyler Perry in Alex Cross und Good Deeds |
| Schlechteste Schauspielerin                 | Kristen Stewart in Snow White and the Huntsman und in Breaking Dawn – Biss zum Ende der Nacht, Teil 2                                             |
| Schlechteste Schauspielerin                 | Barbra Streisand in Unterwegs mit Mum |
| Schlechteste Schauspielerin                 | Katherine Heigl in Einmal ist keinmal |
| Schlechteste Schauspielerin                 | Milla Jovovich in Resident Evil: Retribution |
| Schlechteste Schauspielerin                 | Tyler Perry als „Madea“ in Madea’s Witness Protection                                                                                             |
| Schlechtester Nebendarsteller               | Taylor Lautner in Breaking Dawn – Biss zum Ende der Nacht, Teil 2                                                                                 |
| Schlechtester Nebendarsteller               | David Hasselhoff, als er selbst, in Piranha 2 |
| Schlechtester Nebendarsteller               | Liam Neeson in Battleship und Zorn der Titanen |
| Schlechtester Nebendarsteller               | Nick Swardson in Der Chaos-Dad |
| Schlechtester Nebendarsteller               | Vanilla Ice, als er selbst, in Der Chaos-Dad |
| Schlechteste Nebendarstellerin              | Rihanna in Battleship |
| Schlechteste Nebendarstellerin              | Ashley Greene in Breaking Dawn – Biss zum Ende der Nacht, Teil 2                                                                                  |
| Schlechteste Nebendarstellerin              | Brooklyn Decker in Battleship und Was passiert, wenn’s passiert ist                                                                               |
| Schlechteste Nebendarstellerin              | Jennifer Lopez in Was passiert, wenn’s passiert ist                                                                                               |
| Schlechteste Nebendarstellerin              | Jessica Biel in Kiss the Coach und Total Recall                                                                                                   |
| Schlechteste Filmpaarung                    | Mackenzie Foy und Taylor Lautner in Breaking Dawn – Biss zum Ende der Nacht, Teil 2                                                               |
| Schlechteste Filmpaarung                    | Adam Sandler und entweder Leighton Meester, Andy Samberg oder Susan Sarandon in Der Chaos-Dad                                                     |
| Schlechteste Filmpaarung                    | Beide Darsteller aus Jersey Shore in Die Stooges – Drei Vollpfosten drehen ab                                                                     |
| Schlechteste Filmpaarung                    | Robert Pattinson und Kristen Stewart in Breaking Dawn – Biss zum Ende der Nacht, Teil 2                                                           |
| Schlechteste Filmpaarung                    | Tyler Perry und seine Aufmachung in Frauenklamotten in Madea’s Witness Protection                                                                 |
| Schlechteste Neuverfilmung oder Fortsetzung | Breaking Dawn – Biss zum Ende der Nacht, Teil 2 (Summit Entertainment)                                                                            |
| Schlechteste Neuverfilmung oder Fortsetzung | Ghost Rider: Spirit of Vengeance (Columbia) |
| Schlechteste Neuverfilmung oder Fortsetzung | Madea’s Witness Protection (Lionsgate) |
| Schlechteste Neuverfilmung oder Fortsetzung | Piranha 2 (Dimension) |
| Schlechteste Neuverfilmung oder Fortsetzung | Red Dawn (FilmDistrict) |
| Schlechteste Regie                          | Bill Condon für Breaking Dawn – Biss zum Ende der Nacht, Teil 2                                                                                   |
| Schlechteste Regie                          | John Putch für Atlas Shrugged II: The Strike |
| Schlechteste Regie                          | Peter Berg für Battleship |
| Schlechteste Regie                          | Sean Anders für Der Chaos-Dad |
| Schlechteste Regie                          | Tyler Perry für Good Deeds und Madea’s Witness Protection                                                                                         |
| Schlechtestes Drehbuch                      | Der Chaos-Dad (Drehbuch von David Caspe und die nicht im Abspann erwähnten Adam Sandler, Tim Herlihy, Robert Smigel, David Wain und Ken Marino)   |
| Schlechtestes Drehbuch                      | Atlas Shrugged II: The Strike (Drehbuch von Duke Sandefur, Brian Patrick O’Toole und Duncan Scott, basierend auf dem Roman von Ayn Rand)          |
| Schlechtestes Drehbuch                      | Battleship (Drehbuch von Jon und Erich Hoeber, basierend auf dem Brettspiel von Hasbro)                                                           |
| Schlechtestes Drehbuch                      | Breaking Dawn – Biss zum Ende der Nacht, Teil 2 (Drehbuch von Melissa Rosenberg und Stephenie Meyer, basierend auf dem Roman von Stephenie Meyer) |
| Schlechtestes Drehbuch                      | Noch tausend Worte (Drehbuch von Steve Koren) |
| Schlechtestes Ensemble                      | Die gesamte Besetzung von Breaking Dawn – Biss zum Ende der Nacht, Teil 2                                                                         |
| Schlechtestes Ensemble                      | Die gesamte Besetzung von Battleship |
| Schlechtestes Ensemble                      | Die gesamte Besetzung von Der Chaos-Dad |
| Schlechtestes Ensemble                      | Die gesamte Besetzung von Madea’s Witness Protection                                                                                              |
| Schlechtestes Ensemble                      | Die gesamte Besetzung von The Oogieloves in the Big Balloon Adventure                                                                             |